# Давиденко Віталій Анатолійович
Віталій Анатолійович Давиденко (нар. 13 травня 1963, Українська РСР) — радянський футболіст, виступав на позиції захисника, український футбольний тренер.

## Кар'єра футболіста
Доросл футбольну кар'єру розпочав 1985 року в складі чернігівської «Десни». Надалі виступав в аматорських колективах, у тому числі й за сумський «Автомобіліст».

## Кар'єра тренера
По завершенні кар'єри гравця розпочав тренерську діяльність. Спочатку працював на посаді технічного директора сумського «Фрунзенця-Ліги-99». У червні 2002 року очолив «Фрунзенець-Лігу-99». У липні 2002 року після злиття з ФК «Суми» його призначили головним тренером команди, якою він тимчасово керував до кінця 2002 року. Потім тренував аматорські колективи Сумської області, в тому числі й «Спартак-Сумбуд» (Суми) та СумДУ (Суми).